# 히마와리 (기상위성)

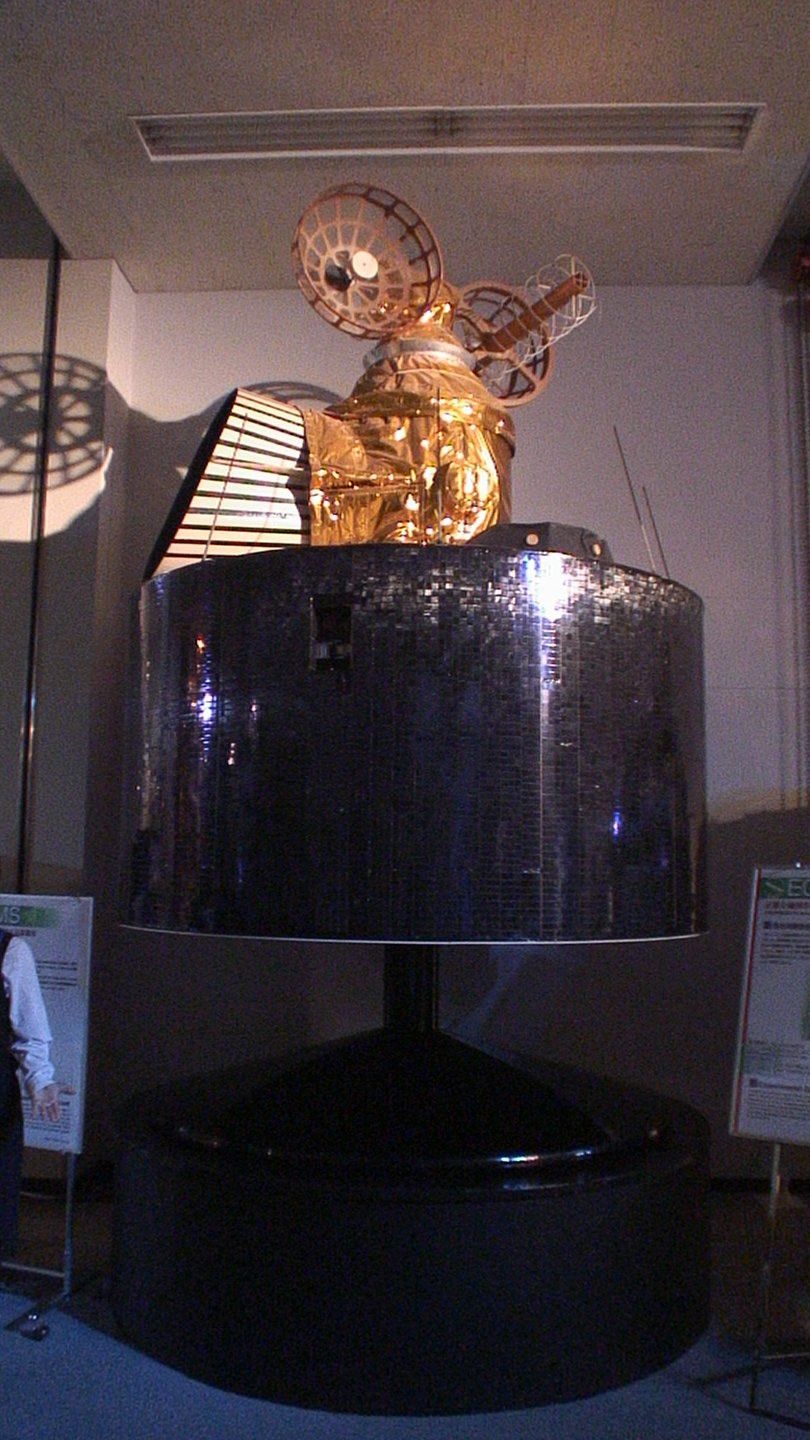
히마와리 위성들의 시초였던 GMS 위성

히마와리(영어: Himawari 일본어: ひまわり)는 일본 기상청에서 일기예보, 열대 저기압 추적, 기상학 연구를 위해 발사한 정지궤도 인공위성들이다. 동아시아, 동남아시아, 오스트레일리아, 뉴질랜드는 기상 상태 파악이나 일기예보를 위해 이 위성들을 사용한다.
GMS-1(히마와리 1호)이 1977년에 발사된 이후, GMS와 MTSAT, 히마와리 8/9호와 같이 3단계를 거쳐 발전해 왔다.

## 상태
| 이름                    | 발사일 (UTC)     | 사용 종료일     | 발사체    | 발사 장소                |
| ----------------------- | ---------------- | --------------- | --------- | ------------------------ |
| GMS-1 (히마와리 1호)    | 1977년 7월 14일  | 1989년 6월      | 델타 2000 | 케이프커내버럴 공군 기지 |
| GMS-2 (히마와리 2호)    | 1981년 8월 11일  | 1987년 11월     | N-II      | 다네가시마 우주 센터     |
| GMS-3 (히마와리 3호)    | 1984년 8월 3일   | 1995년 6월      | N-II      | 다네가시마 우주 센터     |
| GMS-4 (히마와리 4호)    | 1989년 9월 6일   | 2000년 2월      | H-I       | 다네가시마 우주 센터     |
| GMS-5 (히마와리 5호)    | 1995년 3월 18일  | 2005년 7월      | H-II      | 다네가시마 우주 센터     |
| MTSAT-1 (미라이 1호)    | 1999년 11월 15일 | 발사 실패       | H-II      | 다네가시마 우주 센터     |
| MTSAT-1R (히마와리 6호) | 2005년 2월 26일  | 2015년 7월 7일  | H-IIA     | 다네가시마 우주 센터     |
| MTSAT-2 (히마와리 7호)  | 2006년 2월 18일  | 2017년 3월 10일 | H-IIA     | 다네가시마 우주 센터     |
| 히마와리 8호            | 2014년 10월 7일  | 대기            | H-IIA     | 다네가시마 우주 센터     |
| 히마와리 9호            | 2016년 11월 2일  | 작동중          | H-IIA     | 다네가시마 우주 센터     |

## 같이 보기
- 일본 기상청